# Garfield 2
Garfield 2 je druhý Garfieldův hraný film. Do kin přišel v roce 2006.

## Postavy
- Garfield
- Liz
- Jon
- Odie
- Princ 12.
- Winston
- Lord Dargis
- Rommel

## Herci
- hlas Garfielda – Bill Murray
- Jon – Breckin Meyer
- Liz – Jennifer Love Hewitt

## Dabing
- Garfield – Vladimír Čech
- Jon – David Prachař
- Liz – Jana Mařasová